# Grafton Underwood
Grafton Underwood est une paroisse civile et un village du Northamptonshire, en Angleterre.